# Цибана (комуна)
Цибана (рум. Țibana) — комуна у повіті Ясси в Румунії. До складу комуни входять такі села (дані про населення за 2002 рік):
- Алексень (693 особи)
- Ваду-Вежей (333 особи)
- Гирбешть (2159 осіб)
- Домніца (1341 особа)
- Моара-Чорней (145 осіб)
- Опроая (204 особи)
- Пояна-Менестірій (487 осіб)
- Пояна-де-Сус (505 осіб)
- Рунку (530 осіб)
- Цибана (666 осіб)

Комуна розташована на відстані 299 км на північ від Бухареста, 26 км на південний захід від Ясс.

## Населення
За даними перепису населення 2002 року у комуні проживали 7063 особи, усі — румуни. Усі жителі комуни рідною мовою назвали румунську.
Склад населення комуни за віросповіданням:
| Релігія       | Кількість осіб | Відсоток |
| ------------- | -------------- | -------- |
| православні   | 6990           | 99,0%    |
| п'ятдесятники | 40             | 0,6%     |
| адвентисти    | 26             | 0,4%     |
| не релігійні  | 6              | 0,1%     |
| римо-католики | 1              | < 0,1%   |